# Katedra św. Eunana i św. Kolumby w Letterkenny
Katedra św. Eunana i św. Kolumby w Letterkenny (ang. Cathedral of St. Eunan and St Columba) – katedra rzymskokatolicka w Letterkenny. Główna świątynia diecezji Raphoe. Mieści się przy Castle Street.
Budowa świątyni rozpoczęła się w 1890, zakończyła w 1900, konsekrowana w 1900. Reprezentuje styl neogotycki. Zaprojektowana przez architekta Williama Hague'a. Posiada wieżę.